# Lagetta valenzuelana
Lagetta valenzuelana är en tibastväxtart som beskrevs av Achille Richard. Lagetta valenzuelana ingår i släktet Lagetta och familjen tibastväxter. Inga underarter finns listade i Catalogue of Life.